# Life goes on (Dorothy Little Happyのアルバム)
『Life goes on』（ライフ・ゴーズ・オン）は、Dorothy Little Happyのアルバム。2013年2月20日にavex traxより発売。

## 内容
Dorothy Little Happy初のフル・アルバム。全14曲を収録。再録音された「Life goes on」を含む5曲が新曲。Type-A（CD+DVD・初回生産限定）とType-B（CDのみ）の2パターンでのリリース。Type-AのDVDには「Life goes on」など3曲のミュージック・ビデオを収録。

## 収録曲

### CD
1. Life goes on
（作詞・作曲：坂本サトル 編曲：安部潤）
2. nerve
（作詞：久保田洋司　作曲：miifuu　編曲：安部潤 & 坂本サトル）
3. HAPPY DAYS!
（作詞・作曲・編曲：ツキダタダシ）
4. 未来へ
（作詞・作曲・編曲：和田耕平）
5. ナミダよりもずっと早く
（作詞・作曲・編曲：ツキダタダシ）
6. 諦めないで
（作詞・作曲・編曲：小澤正澄）
7. 風よはやく
（作詞：nana 作曲・ 編曲：小澤正澄）
8. 飛び出せ!サマータイム
（作詞・作曲・編曲：ツキダタダシ）
9. 永遠になれ
（作詞・作曲・編曲：和田耕平）
10. Dear My Friend
（作詞・作曲・編曲：和田耕平）
11. My Darling
（作詞・作曲・編曲：小澤正澄）
12. 流れゆく日々
（作詞：Dorothy Little Happy　作曲・編曲：小澤正澄）
13. never stop again!!
（作詞：Dorothy Little Happy & 和田耕平 作曲・編曲：和田耕平）
14. 14回目のありがとう
（作詞・作曲：坂本サトル　編曲：安部潤 & 坂本サトル）

### DVD
※Type-Aのみ。
1. 飛び出せ！サマータイム Music Video
2. 風よはやく Music Video
3. Life goes on Music Video

初回版限定封入特典 (各Type)
- ミニ写真 (5種のうち1種をランダム封入)